# 陵南公園

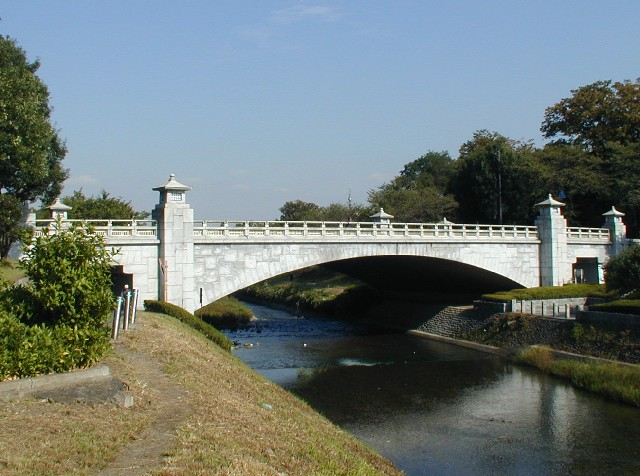
公園入口付近に架かる南浅川橋

陵南公園（りょうなんこうえん）は、東京都八王子市長房町、東浅川町にある都立公園。
武蔵陵墓地の南側にあることが名称の由来である。南浅川に隣り合うように立地し、南浅川緑道と一体化しているように見える。
1964年東京オリンピックの際に自転車競技場として使用され、その後公園となった。

## 施設
- 八王子市営野球場
- 八王子市営プール

## アクセス
中央本線（中央線）高尾駅北口から徒歩20分。